# Chia sẻ kiến thức

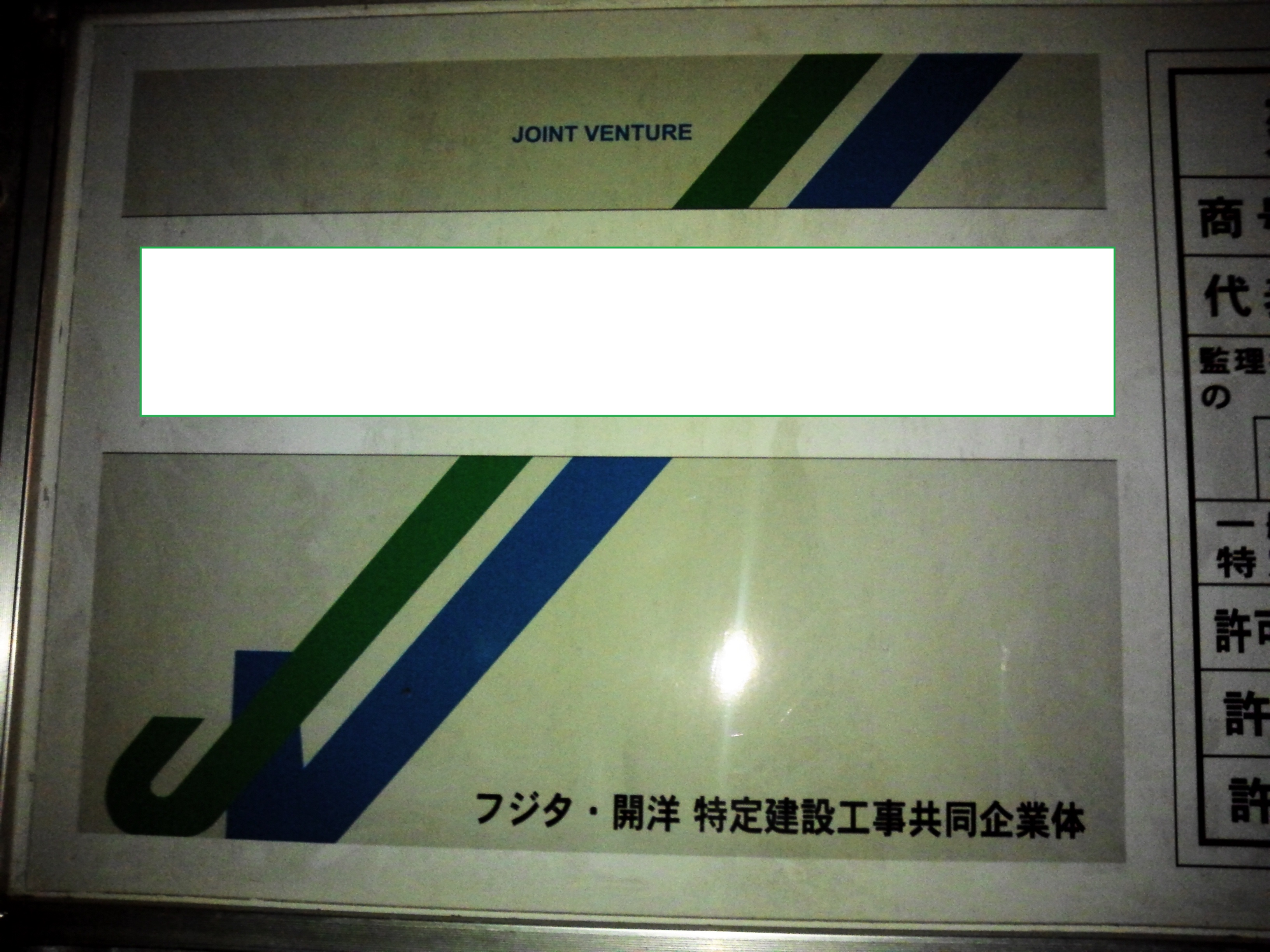
Hình ảnh liên quan đến một số hình thức kinh doanh "Liên doanh".

Chia sẻ kiến thức là một hoạt động thông qua đó kiến thức (cụ thể là thông tin, kỹ năng hoặc chuyên môn) được trao đổi giữa con người, bạn bè, gia đình, cộng đồng (ví dụ: Wikipedia) hoặc các tổ chức.
Các tổ chức đã nhận ra rằng kiến thức tạo thành một tài sản vô hình có giá trị để tạo ra và duy trì các lợi thế cạnh tranh. Các hoạt động chia sẻ kiến thức thường được hỗ trợ bởi các hệ thống quản lý kiến thức. Tuy nhiên, công nghệ chỉ là một trong nhiều yếu tố ảnh hưởng đến việc chia sẻ kiến thức trong các tổ chức, như văn hóa tổ chức, niềm tin và khuyến khích. Việc chia sẻ kiến thức tạo thành một thách thức lớn trong lĩnh vực quản lý tri thức vì một số nhân viên có xu hướng kháng cự lại việc chia sẻ kiến thức của họ với phần còn lại của tổ chức.
Trong thế giới kỹ thuật số, các trang web và ứng dụng cho phép chia sẻ kiến thức hoặc tài năng giữa các cá nhân và/hoặc trong các nhóm. Cá nhân có thể dễ dàng tiếp cận những người muốn tìm hiểu và chia sẻ tài năng của họ để nhận được phần thưởng.

## Lưu lượng hoặc truyền tải
Mặc dù kiến thức thường được coi là một đối tượng, Dave Snowden đã lập luận rằng nó phù hợp hơn để dạy nó như là một dòng chảy và một thực thể. Kiến thức như một dòng chảy có thể liên quan đến khái niệm kiến thức ngầm, Mặc dù khó khăn trong việc chia sẻ kiến thức là chuyển kiến thức từ thực thể này sang thực thể khác, nó có thể chứng minh có lợi cho tổ chức thừa nhận những khó khăn của việc chuyển giao kiến thức, áp dụng các chiến lược quản lý tri thức mới phù hợp.

## Kiến thức rõ ràng
Chia sẻ kiến thức rõ ràng xảy ra khi kiến thức rõ ràng được tạo sẵn để được chia sẻ giữa các thực thể. Chia sẻ kiến thức rõ ràng có thể xảy ra thành công khi các tiêu chí sau được đáp ứng:
- Mô tả: nhà cung cấp kiến thức có thể mô tả thông tin.[1]
- Nhận thức: người nhận phải nhận thức được rằng kiến thức có sẵn.
- Truy cập: người nhận kiến thức có thể truy cập nhà cung cấp kiến thức.
- Hướng dẫn: cốt lõi của kiến thức phải được xác định và phân biệt thành các chủ đề hoặc lĩnh vực khác nhau để tránh quá tải thông tin, và để cung cấp quyền truy cập dễ dàng vào tài liệu thích hợp. Các nhà quản lý tri thức thường được coi là nhân vật chủ chốt trong việc tạo ra một hệ thống chia sẻ kiến thức hiệu quả.[13]
- Tính đầy đủ: cách tiếp cận toàn diện để chia sẻ kiến thức dưới dạng cả kiến thức được quản lý tập trung và tự xuất bản.